# تسلسل زمني لارتياد الفضاء
هذه المقالة عنالتسلسل الزمني لرحلات الفضاء المعروفة، المأهولة والغير مأهولة، مرتبة حسب تاريخ الإطلاق.
قالب:TLS-L